# Мендоса (провинция)
Мендо̀са (на испански: Mendoza) е една от 23-те провинции на Аржентина. Намира се в централно-западната част на страната. Провинция Мендоса е с население от 1 949 293 жители (по изчисления за юли 2018 г.) и обща площ от 148 827 км². Столица на провинцията е едноименния град Мендоса.
Основният поминък на населението е лозарството и винопроизводството. Едни от най-добре виреещите сортове грозде са торонтес и малбек от които се прави вино изнасяно по цял свят. Освен земеделието е развито и производството на цимент и консервната промишленост.